# Spirit of Sacrifice
Spirit of Sacrifice – album studyjny Arditi, wydany 27 kwietnia 2005 roku przez wytwórnię Blooddawn Productions. 

## Lista utworów
1. "Palenginesis" - 4:05
2. "Religion of the Blood" - 4:36
3. "Spirit of Sacrifice" - 5:40
4. "Nicht mehr Schande" - 4:47
5. "Our Misfortune" - 3:32
6. "The Measures of Our Age" - 5:01
7. "Blood Firmament" - 5:17
8. "Sieg durch Zwecksetzung" - 4:36
9. "Exeunt" - 1:53